# Pep Laguarda
Pour les articles homonymes, voir Laguarda.
Pep Laguarda, né en 1946 à Rafelbunyol et mort dans cette même commune en 2018, est un musicien espagnol.

## Biographie
Étudiant à l'Université de Valence, il est, avec le sociologue Josep Vicent Marqués et la philosophe Celia Amorós, l'un des fondateurs de Germania Socialista, un groupe marxiste valencien créée en 1970 sous le franquisme et dissoute en 1975, dans laquelle il rencontre Francesc Sellés, futur collaborateur d'El Temps, qui sera plus tard le correcteur de son disque Plexison impermeable. 
C'est à la Faculté d'économie de l'Université de Valence qu'il commence à chanter, la nuit, en public. Il fonde le groupe Tapineria, du nom de la rue de la Tapineria, où il réside, entre le marché central et la cathédrale de Valence.
Il commence à enregistrer en 1977, avec les six chansons de l'album Brossa d'ahir. Il joue dans les régions catalanophones avec son rock chanté en valencien. Il devient l'une des grandes figures du rock méditerranéen.
Il meurt dans sa commune de naissance, Rafelbunyol, en 2018.

## Discographie
- Brossa d'ahir (LP/K7, 1977)
- Plexison impermeable (CD, 2012)